# Конгрегаціоналісти

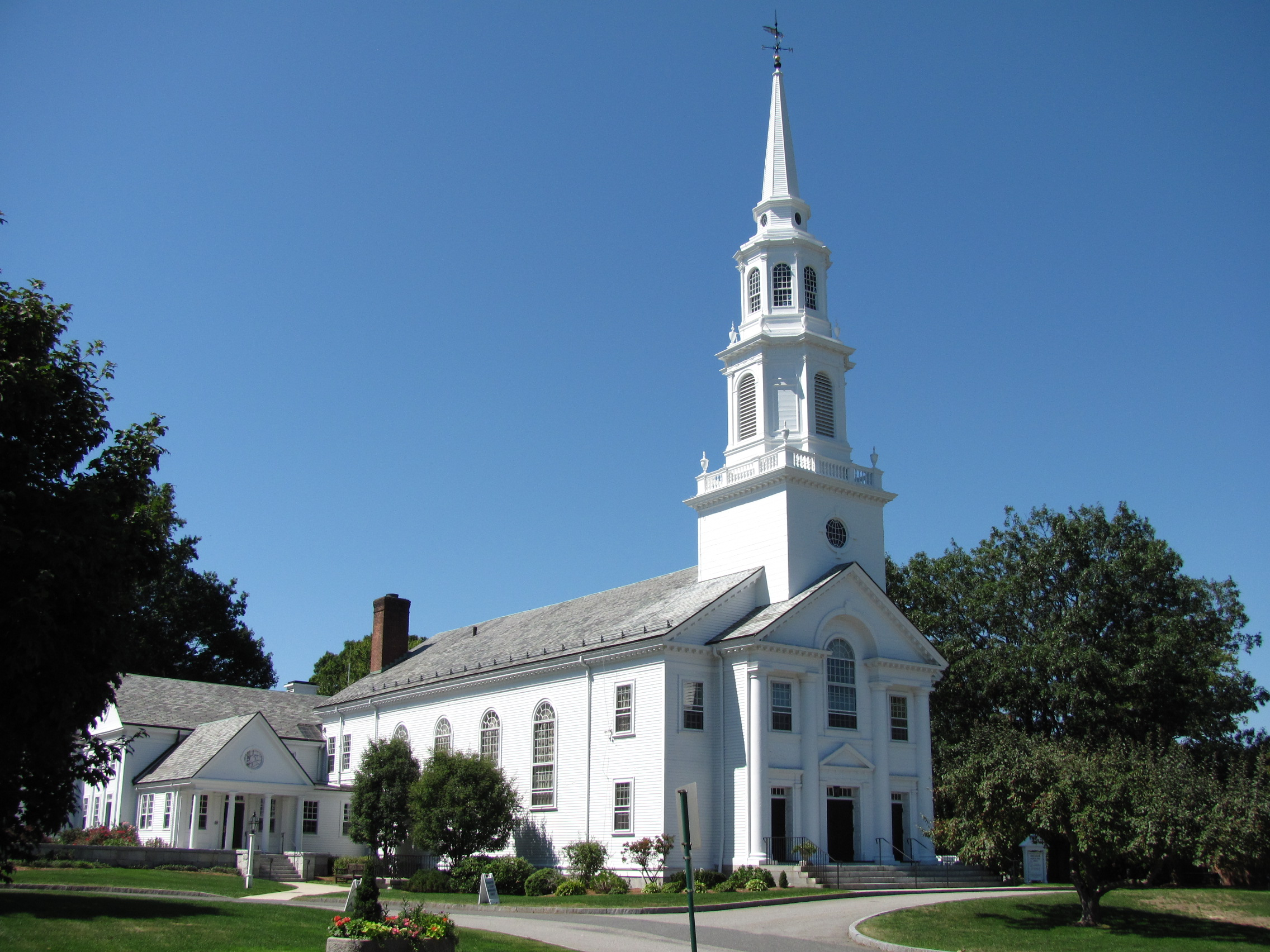

Конгрегаціоналісти (англ. Congregational church; ) — ліва гілка англійського кальвінізму, стверджувала автономію (англ. Independence) кожної помісної церкви (англ. Local church). З'явилася близько 1580 року в результаті розколу з пресвітеріанами.
Конгрегаціоналісти заперечували необхідність не тільки вселенської, але і загальнонаціональної церкви, оскільки подібні організації передбачають витратну бюрократію. Вийшовши саме з пуританства, індепендентство відкинуло церковну організацію пресвітеріанських синодів, які індепенденти вважали одним з видів деспотизму, що стоїть в одному ряду з деспотизмом папістів та англікан.

## Особливості

### Внутрішній устрій
Ієрархія у конгрегаціоналістів базується на соборності громади: посилаючись на приклад першої християнської громади, вони не визнавали між мирянами і духовними тієї різниці, яку визнавали інші церкви. Саме слово конгрегація походить з латини і значить збори, згромадження людей або собор. Священнослужителі обираються помісною церквою (конгрегацією - собором).
Конгрегаціоналізм як форма церковного управління відрізняється від єпископальної, яка управляється ієрархією єпископів, а також від пресвітеріанської, де вищі збори соборних представників релігійної громади можуть мати значну владу над окремим соборами.

### Догматика
В догматичному відношенні вони примикають здебільшого до кальвінізму (сповідують безумовне приречення та монергістське розуміння порятунку). Втім, серед конгрегаціоналістів зустрічається багато різних відтінків, завдяки чому утворилося кілька радикальніших релігійних груп — квакери, левелери, міленарії, шукачі (seekers), очікувачі (waiters) та інші.

## Історія

### Ранній розвиток
Історично, індепенденти висловлювали інтереси джентрі. Багато лідерів індепендентів були пресвітеріанськими священиками. Засновником індепендентства можна вважати Роберта Броуна (помер в 1633), який оприлюднив 1582 року різкий памфлет проти Англіканської церкви і заклав основу броуністів. Назва індепенденти (тобто «незалежні») утвердилась на початку XVII ст. Оскільки відокремлення від державної церкви розглядалося тоді як злочин проти верховної влади, то незабаром індепенденти стали зазнавати переслідувань, і вже в 1583 двоє з них були страчені за поширення ідей Броуна і Гаррісона. В 1593-у тієї ж долі зазнали Грінвуд та Генрі Барроу (Barrowe), які дотримувалися менш крайніх поглядів, ніж Броун. Число індепендентів досить швидко збільшувалося в останнє десятиліття XVI століття ; але на початку наступного століття внаслідок переслідувань вони повинні були емігрувати в Нідерланди, де знаменитий Робінсон організував громаду індепендентів у Лейдені. Там же з'явилася перша баптистська церква в 1609.

## Історія руху в XVII столітті
В 1616 році Генрі Джекоб повернувся з Голландії в Англію і заснував індепендентську громаду в Лондоні, а в 1620 кілька кораблів з індепендентами відпливло в Америку і поклали там основу індепендентським громадам. У більшості випадків це були найкращі члени суспільства, чесні, глибоко віруючі, нездатні йти на поступки перед совістю, енергійні люди. У числі емігрантів були такі видатні особи, як апостол свободи Роджер Вільямс, Вінтроп, Джон Коттон, Генрі Вен, який повернувся згодом і грав значну роль під час революції. Відома та впливова роль, яку грали під час англійської революції індепенденти, що були в політиці прихильниками республіканських і демократичних ідей (див. Англійська революція). До них належали Олівер Кромвель та Мільтон. У Вестмінстерському зібранні богословів, що відкрився 1 липня 1643 року, пресвітеріанська більшість зустріла в індепендентах переконаних і енергійних противників, що гаряче відстоювали принцип свободи совісті проти спроб оголосити пресвітеріанський церковний устрій божественним встановленням, тобто замінити гніт англіканських єпископів гнітом пресвітеріанських синодів. Значенням індепендентів під час республіки пояснюються переслідування, якого вони стали зазнавати після Реставрації, коли цілий ряд постанов (Акт однаковості 1662 року, Conventicle Act 1663, Five Mile Act 1665 року, Акт посвідчення 1673 року та інші) обмежував свободу богослужіння і права й погрожував їм тяжкими покараннями. Тільки з 1689 року (при Вільгельмі III) індепенденти знову отримали визнання з боку держави і можливість спокійного існування. Індепенденти багато зробили в справі широкого поширення освіти серед народних мас, особливо в Америці, де більше всього таких релігійних груп.